# Haşim İşcan

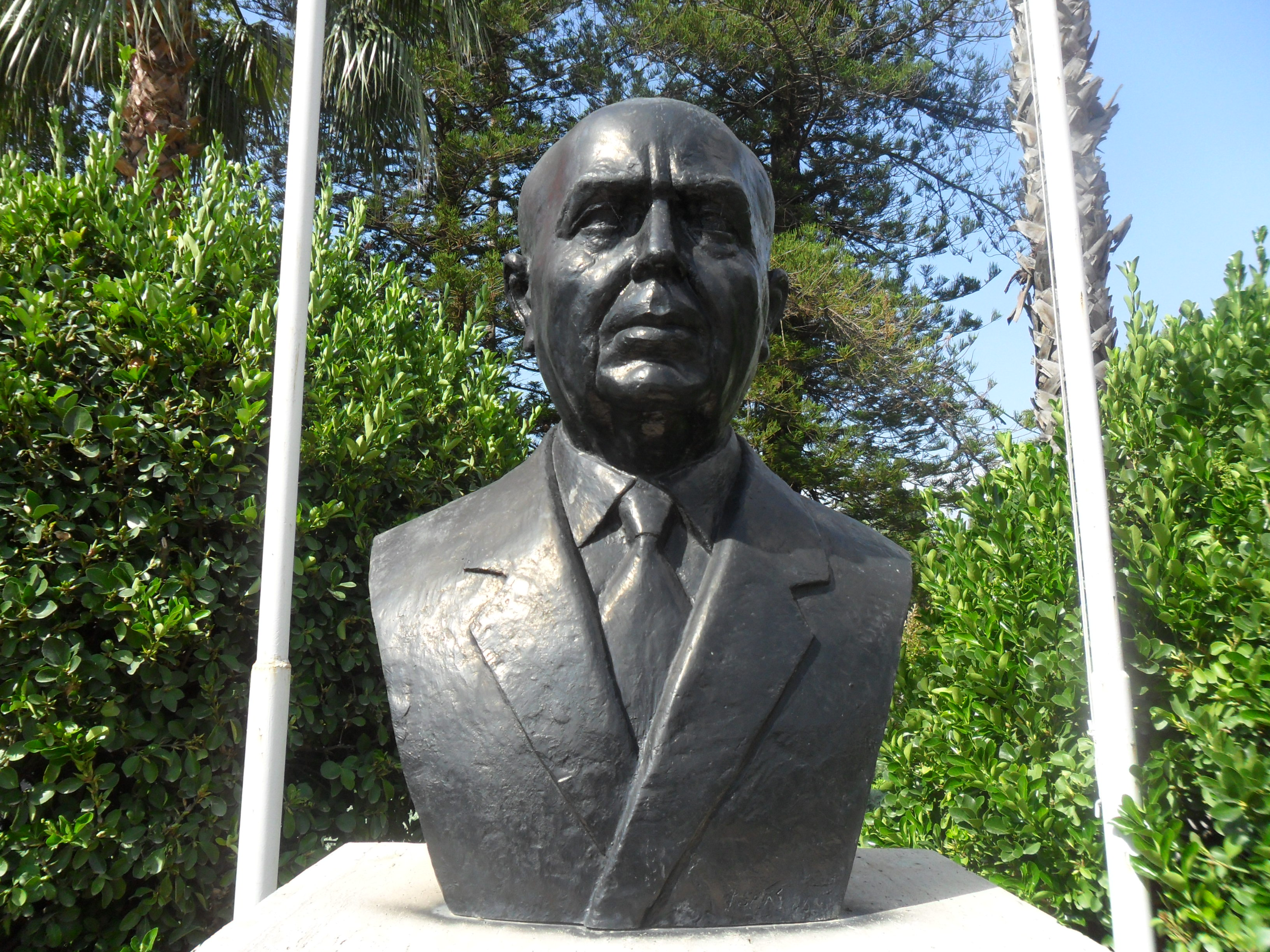
Büste von Haşim İşcan in Antalya

Süleyman Haşim İşcan (* 1898 in Edirne; † 11. März 1968 in Istanbul) war ein türkischer Politiker (Cumhuriyet Halk Partisi), Provinzgouverneur und Bürgermeister von Istanbul.

## Leben
Haşim İşcan wurde 1898 im osmanischen Edirne geboren. Nach dem Abschluss des Edirne Lisesi begann er ein Studium an der Verwaltungsschule Mekteb-i Mülkiye (heute juristische Fakultät der Ankara Üniversitesi) und schloss sich der protürkischen Widerstandsbewegung Paşaeli Müdafaa-i Hukuk Cemiyeti an. Nachdem die Griechen Edirne und ganz Thrakien besetzt hatten, wurde er verhaftet und zusammen mit vielen Mitstreitern aus Edirne nach Kreta verbannt. Nach sechs Monaten Gefangenschaft kehrte er nach Hause zurück. Er schloss sein Studium 1922 mit der Beamtenprüfung ab. An der Istanbul Üniversitesi absolvierte die juristische Fakultät und war dann vier Jahre lang in Edirne in der Landwirtschaft und im Handel tätig.
In den Jahren 1925/26 war er Ausbilder an einem Lehrerseminar und später an einem Lise in seiner Heimatstadt. Ab 1933 arbeitete Haşim İşcan in der öffentlichen Verwaltung, zuerst auf Bezirksebene, dann ab 1931 auf Provinzebene als Gouverneur der Provinzen Siverek (heute Teil der Provinz Şanlıurfa), Tekirdağ (1935), Erzurum (1936) und Antalya (1940). Im Jahr 1945 wurde er Provinzgouverneur von Bursa, im Jahr 1950 dann in Samsun. Kurz vor seiner Pensionierung wurde er im Jahr 1950 zum Leiter der Behörde für Siedlungswesen berufen.
Im Jahr 1963 wurde er als Mitglied der Cumhuriyet Halk Partisi (CHP) zum Oberbürgermeister von Istanbul berufen. Zwar hatte İşcan die Wahl gegen Nuri Eroğan (Adalet Partisi) verloren, doch wurde Eroğans Sieg auf Antrag der CHP annulliert, weil dieser zu spät von seinem Amt als Rechtsberater der Denizcilik Bankası zurückgetreten war. Während seiner Amtszeit wurden maßgebliche Verkehrsinfrastrukturprojekte in Istanbul fertiggestellt, darunter vor allem breitere Straßen und Unterführungen. Außerdem förderte er die kulturelle Entwicklung der Stadt.
İşcan starb am 11. März 1968 an einer Hirnblutung.

## Familie
Haşim İşcan war ab 1927 mit Atifet Hanım verheiratet. Das Paar hatte eine Tochter.

## Ehrungen
Eine Unterführung im Istanbul Stadtteil Saraçhanebaşı trägt seinen Namen, außerdem das Haşim İşcan Kültür Merkezi in Antalya.